# چویر
چویر (به زبان مغولی: Чойр، [Čojr]؛ ᠴᠣᠶᠢᠷ، [čoyir])، همین‌طور موسوم به شهرستان سومبِر (به زبان مغولی: Сүмбэр сум، [Sümber sum]؛ ᠰᠦ᠋ᠮᠪᠦᠷ ᠰᠤᠮᠤ، [sümbür sumu]) شهر، شهرستان، و مرکز اداری استان غوبی‌سومبر در کشور مغولستان است که در سال ۲۰۲۲ میلادی دارای جمعیتی معادل ۱۳٬۱۷۶ نفر بوده.
این شهر در ۱۹۹۷ میلادی جمعیتی ۴٬۵۰۰ نفر داشته  که در سال ۲۰۰۸ با رشدی معادل +۲٫۶٪ (۳٬۴۹۸ نفر)، تعداد ساکنان آن به ۷٬۹۹۸، و نهایتا در سال ۲۰۲۲ میلادی به ۱۳٬۱۷۶ نفر رسیده.

## تقسیمات اداری
شهرستان سومبِر متشکل از ۶ قصبه (باغ) می‌باشد، که این‌ها نام‌گذاری نشده‌اند. این قصبه‌ها موسوم به «قصبهٔ ۱ام» الی «قصبهٔ ۶ام» می‌باشند.  این ۶ قصبه، منطقهٔ شهریِ شهر چویر را تشکیل می‌دهند